# David Müller (Fußballspieler, 1991)
David Müller (* 1. November 1991 in Esslingen am Neckar) ist ein deutscher Fußballspieler, der seit 2017 für die Stuttgarter Kickers spielt. Seine bevorzugte Position ist das defensive Mittelfeld.

## Karriere
Müller spielte in der Jugend zunächst für den TSV Baltmannsweiler und den FV 09 Nürtingen. 2009 wechselte er von den Stuttgarter Kickers zur Jugend des VfB Stuttgart. Am 4. Juni 2010 gewann David Müller mit dem VfB den U-19-WFV-Pokal. Mit dem Beginn der Saison 2010/11 gehörte er zum Kader des VfB Stuttgart II.
Sein Profidebüt gab Müller am 20. April 2011 am 34. Spieltag jener Saison für den VfB II in der 3. Profi-Liga gegen Kickers Offenbach. Vier Tage später stellte er am 35. Spieltag gegen Rot Weiss Ahlen mit seinem ersten Profitor den 5:1-Endstand her.
Am 1. Januar 2012 wechselte David Müller zur zweiten Mannschaft des FC Schalke 04. Zur Spielzeit 2014/15 schloss er sich dem SV Rödinghausen an. In der Winterpause 2016/17 wurde Müller vom Regionalligisten Stuttgarter Kickers verpflichtet.